# Метаформоза
Метаформоза (Мetaфorмoзa) е българска група.

## История
Метаформоза се появява като експериментална формация през 2012.

## Дискография
- Metaformoza (2017)[2]

## Членове
- Росен Захариев – тромпети, вокал, перкусии, клавишни,
- Антони Рикев – бас китара, клавишни
- Александър Логозаров – китара
- Васил Вутев – барабани